# Ingermanland-finner
Ingermanland-finner eller finskingermanlændinge, ofte bare kaldet ingermanlændere (finsk: inkeriläiset eller inkerinsuomalaiset, svensk: ingermanlandsfinnar) er en østersøfinsk befolkningsgruppe, som stammer fra en finsk indvandring til Ingermanland efter 1617. Indvandringen skete fortrinsvis i årene 1617-1721, da Ingermanland var et svensk len, men fortsatte også senere. I Ingermanland kom de til at bo side om side med voter, ingrere og russere, uden at der skete nogen større blanding af folkegrupperne, idet Ingermanland-finnerne tilhører den lutherske kirke, mens de andre folk tilhører den ortodokse kirke. Omkring 1900 nåede antallet af finskingermanlændinge et højdepunkt med ca. 130.000 indbyggere i Ingermanland.
Både før og under 2. Verdenskrig blev mange finskingermanlændinge deporteret til andre dele af Sovjetunionen. Ca. 50.000 menes at være omkommet under den stalinistiske terror. I 1943-44 rejste mange finskingermanlændinge til Finland, men de fleste blev sendt tilbage til Sovjet, hvor mange blev sendt til Karelen eller de indre dele af Nordvestrusland og først kunne vende tilbage til Ingermanland i 1970'erne. En del kom videre til Sverige.
I 1990 fik Ingermanland-finnerne og andre finner i Rusland ret til at vende tilbage til Finland med finsk statsborgerskab. Det skete på initiativ af den finske præsident Mauno Koivisto. Ordningen var ret fri i de første år, men vilkårene blev strammet i 1993 efter den finske økonomiske krise. Flytningen er blevet kritiseret for at give økonomiske og sociale integrationsproblemer, ligesom den er blevet kritiseret for at have afkræftet den finske befolkningsdel i de russiske områder. Tilgangen til ordningen er lukket fra 2011. Det skønnes, at 30.000 Ingermanland-finner er udvandret til Finland siden 1990.
Finskingermanlændinge udgør i dag den største finske minoritet i Rusland. Ifølge nogle skøn bor der omkring 25.000 finskingermanlændinge i omegnen af Sankt Petersborg i dag.
Finskingermanlændernes sprog kan betegnes som en finsk dialekt, nært beslægtet med visse østlige finske dialekter. Sproget har optaget en del russiske låneord. Det må ikke forveksles med karelsk, som er et selvstændigt sprog og hører hjemme nord for den Finske Bugt.

## Antal
Ifølge skiftende opgørelser har antallet af ingermanland-finner i Ingermanland og Rusland/Sovjetunionen været følgende:
| År   | Antal    | heraf finsk som modersmål |
| ---- | -------- | ------------------------- |
| 1848 | 76.0691  | -                         |
| 1865 | 85.7532  | -                         |
| 1897 | 130.4133 | -                         |
| 1917 | 141.7424 | -                         |
| 1926 | 114.8313 | -                         |
| 1943 | 4.0005   | -                         |
| 1959 | 23.1933  | -                         |
| 1970 | ?        | -                         |
| 1979 | 16.2393  | 51,9 %3                   |
| 1989 | ?        | -                         |

Kilde: "Ingeri soomlased" i: Margus Konga, Igor Tõnurist, Lembit Vabs, Jüri Viikberg: Vene impeeriumi rahvaste punane raamat; Tallinn 1993; s. 128
Noter til kilder
1ifølge P. von Koeppen
2heraf 72.273 registrerede i kirkebøger, 13.480 i Petersborg
3ifølge folketælling
4heraf 126.240 registrerede i kirkebøger, 15.502 i Petersborg
5ifølge www.suri.ee:Ingrian finns

I takt med, at ingermanland-finnerne er forsvundne fra Ingermanland, er deres antal i andre lande som Finland, Estland og Sverige vokset, og der er her dannet særlige emigrantforeninger, der holder traditionen og bevidstheden om deres oprindelse vedlige.